# No Hard Feelings
No Hard Feelings is een Amerikaanse filmkomedie uit 2023, geregisseerd en mede geschreven door Gene Stupnitsky, met Jennifer Lawrence in de hoofdrol.

## Verhaal
De 32-jarige Maddie Barker (Jennifer Lawrence) is een Uber-chauffeur en barvrouw in Montauk, New York. Ze wordt failliet verklaard nadat haar auto in bezit is genomen, omdat ze onroerendgoedbelasting verschuldigd is voor een huis dat ze van haar moeder heeft geërfd.
Wanhopig om te voorkomen dat ze het huis kwijtraakt, accepteert ze een ongewone Craigslist-vacature. Haar nieuwe werkgevers, een echtpaar, vragen haar om met hun 19-jarige zoon Percy (Andrew Barth Feldman) te "daten" in ruil voor een Buick Regal. Percy heeft geen ervaring met meisjes, drinken, feestjes of seks en zijn ouders hopen hem meer zelfvertrouwen te geven voordat hij in de herfst naar de Princeton-universiteit gaat.

## Rolverdeling
| Acteur               | Personage                          | Opmerkingen      |
| -------------------- | ---------------------------------- | ---------------- |
| Jennifer Lawrence    | Maddie Barker                      |                  |
| Andrew Barth Feldman | Percy Becker                       |                  |
| Laura Benanti        | Allison Becker                     | moeder van Percy |
| Matthew Broderick    | Laird Becker                       | vader van Percy  |
| Natalie Morales      | Sara                               |                  |
| Scott MacArthur      | Jim                                |                  |
| Ebon Moss-Bachrach   | Gary                               |                  |
| Kyle Mooney          | Jody                               |                  |
| Hasan Minhaj         | Doug Kahn                          |                  |
| Jordan Mendoza       | Crispin                            |                  |
| Amalia Yoo           | Natalie                            |                  |
| Alysia Joy Powell    | Fern                               |                  |
| Quincy Dunn-Baker    | Travis                             |                  |
| Matthew Noszka       | Hot Guy from Bar                   |                  |
| Zahn McClarnon       | Gabe Sawyer, Surfing Lawyer        |                  |
| Madison Odenborg     | Melanie                            |                  |
| Christian Galvis     | Gorgeous Italian Guy               |                  |
| Matt Walton          | Irate Bar Customer                 |                  |
| Christina Catechis   | Waitress (Townie Bar)              |                  |
| Christopher Bailey   | Beach Bully                        |                  |
| Eason Rytter         | Beach Bully                        |                  |
| Abigail Hupp         | Beach Bully                        |                  |
| Achi Miller          | Teen                               |                  |
| Jacob Augustin       | Teen (as Jacob Alexander Augustin) |                  |
| Brendan Kispert      | Athlete                            |                  |
| Ethan Edward Metz    | Athlete (as Ethan Metz)            |                  |
| Alaina Surgener      | Teen Girl                          |                  |
| Sejal Joshi          | Teen Girl                          |                  |
| Victor Verhaeghe     | Party Dad                          |                  |
| Kelley Rae O'Donnell | Party Mother                       |                  |
| Katie Johantgen      | Barista                            |                  |
| Ari Frenkel          | Recent Alumnus                     |                  |
| Luca Padovan         | Frail Boy at House Party           |                  |
| John DeMari          | House Party Teen Who Text in Bed   |                  |
| Grant Harrison Mateo | House Party Teen Who Text in Bed   |                  |
| Madison McBride      | House Party Teen Who Text in Bed   |                  |
| Ben Heineman         | House Party Teen Who Text in Bed   |                  |
| Julia DeMoura Braine | House Party Teen Who Text in Bed   |                  |
| Sophie Tananbaum     | House Party Teen Who Text in Bed   |                  |
| Melissa Lehman       | Kelly                              |                  |
| Isabelle Fisher      | Kelly's Friend                     |                  |
| Roman Caposino       | Tall Uber Man                      |                  |
| Brian Calì           | Mechanic Buick                     |                  |
| Leo Easton Kelly     | Laser Tag Kid                      |                  |
| Darren Valinotti     | Arcade Kid                         |                  |
| Alex Tomais          | Inez                               |                  |
| Earl Rose            | Restaurant Pianist                 |                  |

## Release en ontvangst
No Hard Feelings ging op 23 juni 2023 in première in de Verenigde Staten en Canada en bracht US$ 15 miljoen op tijdens zijn openingsweekend, 3 miljoen meer dan de verwachte 12 miljoen. De film kreeg gemengde kritieken van de filmcritici, met een score van 68% op Rotten Tomatoes, gebaseerd op 174 beoordelingen.

## Prijzen en nominaties
De belangrijkste:
| Jaar | Prijs                 | Categorie                                      | Genomineerde(n)   | Uitslag     |
| ---- | --------------------- | ---------------------------------------------- | ----------------- | ----------- |
| 2024 | Golden Globes         | Beste actrice in een film – musical of komedie | Jennifer Lawrence | Genomineerd |
| 2024 | Critics Choice Awards | Beste komedie                                  | Beste komedie     | Genomineerd |